# Haute-Vigneulles
Haute-Vigneulles (deutsch Oberfillen, früher Ober Fillen;  lothringisch Oberfiln) ist eine französische Gemeinde mit 450 Einwohnern (Stand 1. Januar 2022) im Département Moselle in der Region Grand Est (bis 2015 Lothringen).

## Geographie
Die Gemeinde  liegt in Lothringen, etwa 28 Kilometer östlich von Metz, 16 Kilometer südsüdöstlich von Boulay-Moselle (Bolchen) und sieben  Kilometer nördlich von Faulquemont (Falkenberg) sowie 14 Kilometer westlich von Saint-Avold (Sankt Avold).
Seit 1810 ist der südlich an einem Bach gelegene Weiler Basse-Vigneulles (Niederfillen) Teil der Gemeinde.

## Geschichte
Der Ort wurde 1325 erstmals als Obervilen erwähnt. Die Ortschaft gehörte früher zum Bistum Metz, einem Fürstbistum des Heiligen Römischen Reichs, und wurde 1552 mitsamt dem Bistum von Frankreich besetzt und annektiert, das sich diesen Besitz 1648 im Westfälischen Frieden bestätigen lassen konnte. 
Durch den Frankfurter Frieden vom 10. Mai 1871 kam das Gebiet zum deutschen Reichsland Elsaß-Lothringen, und das Dorf wurde dem Kreis Bolchen im Bezirk Lothringen zugeordnet. Die Dorfbewohner betrieben Getreidebau und Viehzucht.
Nach dem Ersten Weltkrieg musste die Region aufgrund der Bestimmungen des Versailler Vertrags 1919 an Frankreich abgetreten werden. Im Zweiten Weltkrieg war die Region von der deutschen Wehrmacht besetzt, und das Dorf stand bis 1944 unter deutscher Verwaltung.

### Bevölkerungsentwicklung
| Jahr      | 1962 | 1968 | 1975 | 1982 | 1990 | 1999 | 2007 | 2019 |
| Einwohner | 355  | 356  | 329  | 362  | 384  | 408  | 438  | 431  |

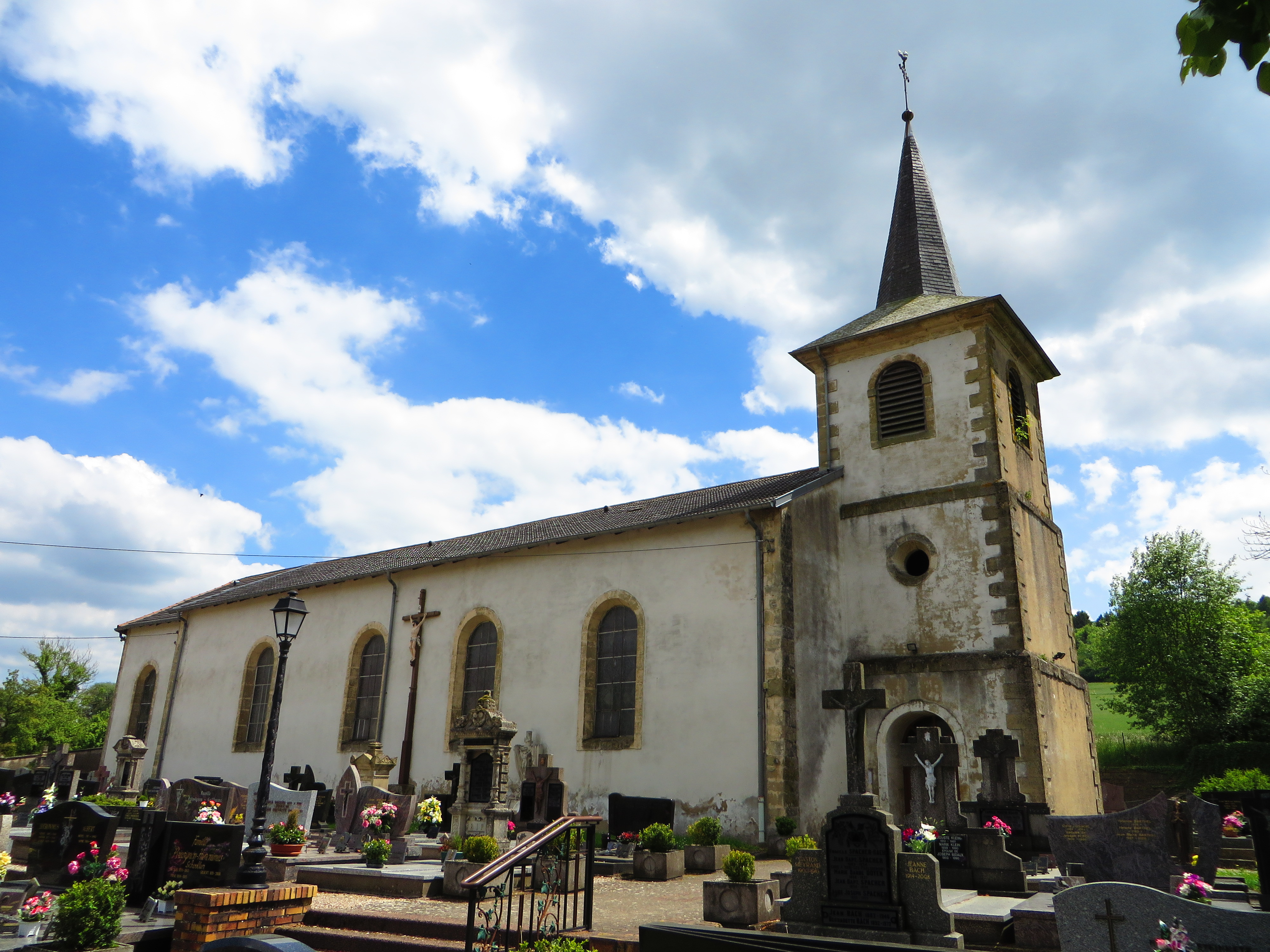
Kirche St. Étienne
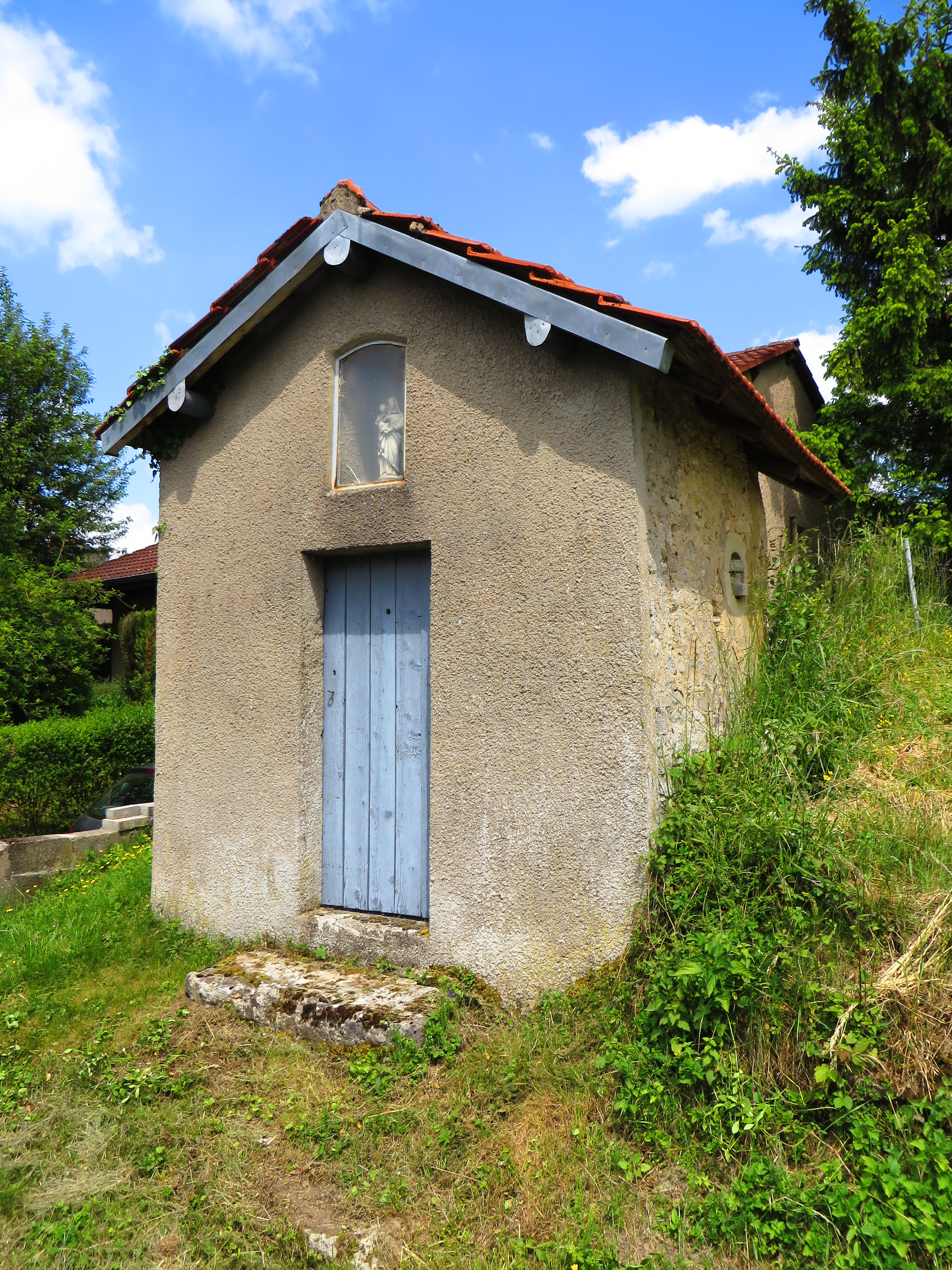
Kapelle
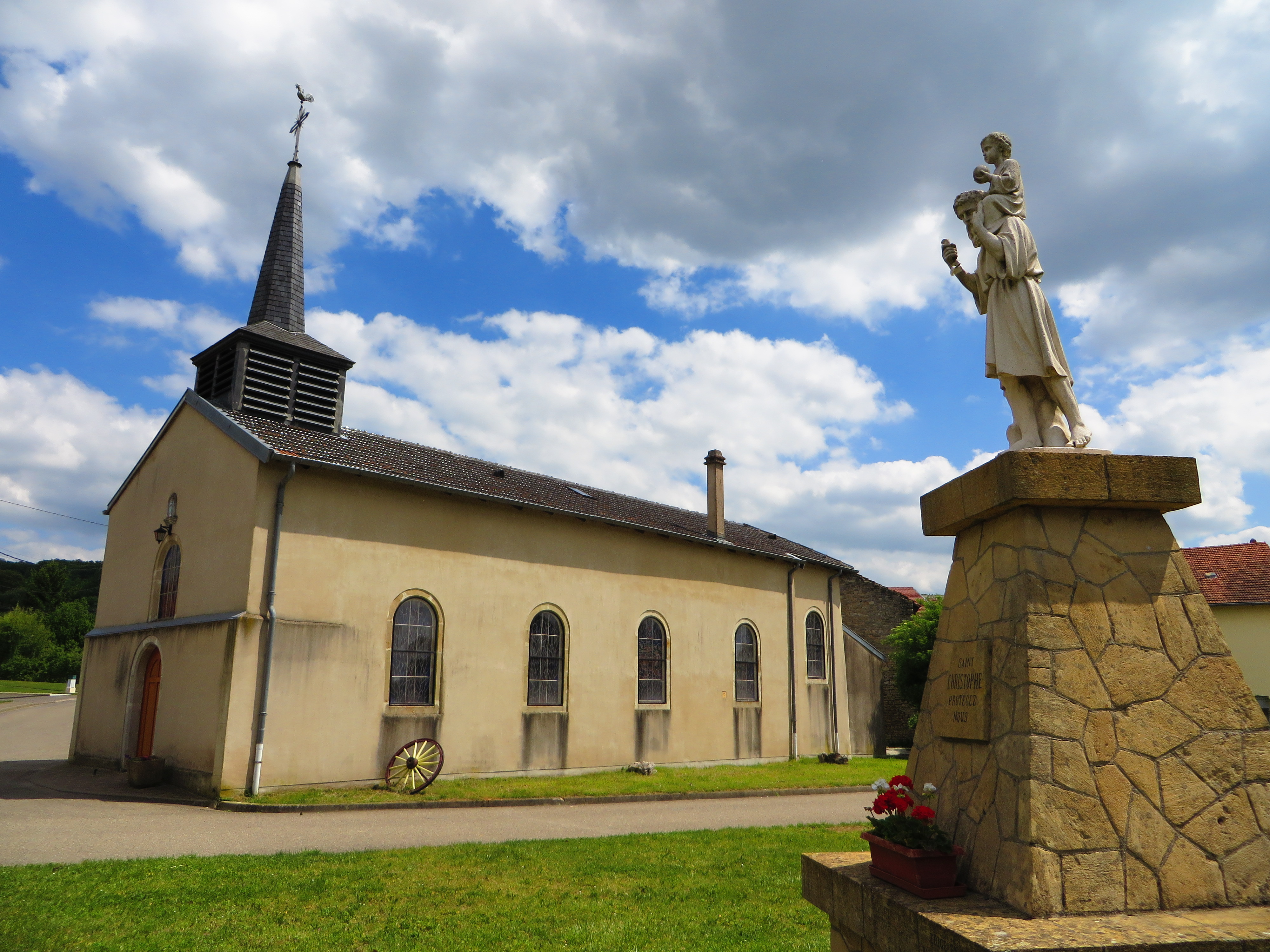
Kapelle im Ortsteil Basse-Vigneulles